# Zimiromus jamaicensis
Zimiromus jamaicensis Platnick & Shadab, 1976 è un ragno appartenente alla famiglia Gnaphosidae.

## Etimologia
Il nome della specie deriva dall'isola di Giamaica dove sono stati rinvenuti gli esemplari il 18-19 novembre 1963, e dal suffisso latino -ensis che ne indica l'appartenenza .

## Caratteristiche
L'olotipo maschile rinvenuto ha lunghezza totale è di 2,63mm; la lunghezza del cefalotorace è di 1,08mm; e la larghezza è di 0,83mm.

## Distribuzione
La specie è stata reperita nell'isola di Giamaica: l'olotipo maschile è stato rinvenuto lungo la Fairway Avenue, a Saint Andrew Parish, 14 miglia ad est della capitale Kingston.

## Tassonomia
Al 2016 non sono note sottospecie e dal 1976 non sono stati esaminati nuovi esemplari.